# Colorado Gold Kings
Die Colorado Gold Kings waren eine US-amerikanische Eishockeymannschaft aus Colorado Springs, Colorado. Das Team spielte von 1998 bis 2002 in der West Coast Hockey League.

## Geschichte
Die Alaska Gold Kings aus der West Coast Hockey League wurden 1998 nach einem Jahr Inaktivität nach Colorado Springs, Colorado, umgesiedelt und in Colorado Gold Kings umbenannt. In ihrer ersten Spielzeit erreichte die Mannschaft auf Anhieb als Dritter der WCHL North-Division die Playoffs um den Taylor Cup, in denen sie allerdings bereits in der ersten Runde den Anchorage Aces in der Best-of-Three-Serie mit 1:2 Siegen unterlagen. In den folgenden beiden Spielzeiten scheiterten die Gold Kings jeweils erst in der zweiten Playoffrunde an den Tacoma Sabercats bzw. Idaho Steelheads. Im Anschluss an die Saison 2001/02 zogen die Verantwortlichen das Team aus dem Spielbetrieb der WCHL zurück und lösten das Franchise auf.

## Saisonstatistik
Abkürzungen: GP = Spiele, W = Siege, L = Niederlagen, T = Unentschieden, OTL = Niederlagen nach Overtime SOL = Niederlagen nach Shootout, Pts = Punkte, GF = Erzielte Tore, GA = Gegentore, PIM = Strafminuten
| Saison  | GP | W  | L  | T | OTL | SOL | Pts | GF  | GA  | Platz     | Playoffs                        |
| 1998/99 | 71 | 32 | 33 | — | 6   | —   | 70  | 270 | 288 | 3., WCHLN | Niederlage in der ersten Runde  |
| 1999/00 | 72 | 37 | 31 | — | 4   | —   | 78  | 264 | 276 | 2., WCHLN | Niederlage in der zweiten Runde |
| 2000/01 | 72 | 42 | 21 | — | 9   | —   | 93  | 311 | 250 | 2., WCHLN | Niederlage in der zweiten Runde |
| 2001/02 | 72 | 39 | 26 | — | 7   | —   | 85  | 253 | 221 | 2., WCHLN | Niederlage in der ersten Runde  |

## Team-Rekorde

### Karriererekorde
Spiele: 287 / R.J. Enga
Tore: 165 / R.J. Enga
Assists: 239  Craig Lyons
Punkte: 387 / R.J. Enga
Strafminuten: 419  Jason Simon